# Circonscription de Siliana
La circonscription de Siliana est une ancienne circonscription électorale tunisienne. Elle couvre le territoire du gouvernorat de Siliana.
Le décret-loi no 2022-55 du 15 septembre 2022 la divise en trois circonscriptions.

## Résultats électoraux
Voici les résultats des élections constituantes tunisiennes de 2011 pour la circonscription ; la liste donne les partis ayant obtenu au moins un siège : 
| Parti          | Parti                                                              | Voix   | %    | Sièges |
| -------------- | ------------------------------------------------------------------ | ------ | ---- | ------ |
|                | Ennahdha                                                           | 20 135 | 28,5 | 2      |
|                | Pétition populaire pour la liberté, la justice et le développement | 6 229  | 8,8  | 1      |
|                | Union patriotique libre                                            | 4 456  | 6,3  | 1      |
|                | Parti des travailleurs                                             | 3 854  | 5,4  | 1      |
|                | Parti démocrate progressiste                                       | 3 515  | 5,2  | 1      |
| Inscrits       | Inscrits                                                           | 78 216 | 100  | 6      |
| Votants        | Votants                                                            | 70 740 |      | -      |
| Exprimés       | Exprimés                                                           | 70 740 | 100  | -      |
| Blancs et nuls | Blancs et nuls                                                     | 7 476  |      | -      |

## Constituants
|  | Nom               | Image | Parti |
|  | ----------------- | ----- | --- |
|  | Adel Benattia     |       | Ennahdha |
|  | Samia Ferchichi   |       | Ennahdha |
|  | Hattab Barakati   |       | Parti des travailleurs |
|  | Chokri Arfaoui    |       | Pétition populaire pour la liberté, la justice et le développement, indépendant, Parti de l'ouverture et de la fidélité puis Parti du mouvement de la république |
|  | Noureddine Mrabti |       | Union patriotique libre |
|  | Iyed Dahmani      |       | Parti démocrate progressiste puis Al Joumhouri |